# Hipposideros galeritus
Hipposideros galeritus — є одним з видів кажанів родини Hipposideridae.

## Поширення
Країни поширення: Бангладеш, Бруней-Даруссалам, Камбоджа, Індія, Індонезія (Калімантан), Лаос, Малайзія (півострівна Малайзія, Сабах, Саравак), Шрі-Ланка, Таїланд, В'єтнам. Був записаний від рівня моря до висоти 1100 м над рівнем моря. Цей вид живе від сухих до вологих лісів низовини. Лаштує сідала в невеликих колоніях або сімейних групах в старих шахтах, тріщинах, водопропускних трубах і щілинах в старих будівлях, печерах, серед великих валунів виступах, що нависають, тунелях, підземеллях, фортецях, храмах і церквах. Це низький літун, що харчується жуками та іншими комахами.

## Загрози та охорона
Немає серйозних загроз для даного виду в цілому. Записаний у багатьох охоронних територіях.